# Казимир, Хендрик
Хе́ндрик Бругт Ге́рхард Ка́зимир (15 июля 1909, Гаага, Нидерланды — 4 мая 2000, Хеезе, Нидерланды) — нидерландский физик, известный своими работами по двухжидкостной модели сверхпроводников (совместно с К. Я. Гортером) в 1934 и эффекту Казимира (совместно с Д. Полдером) в 1948.

## Биография
Хендрик Казимир изучал теоретическую физику в Лейденском университете под руководством Пауля Эренфеста, где и получил степень доктора в 1931 году. Его докторская диссертация была посвящена квантовой механике твёрдого вращающегося тела и теории групп применительно к вращениям молекул. В этот период он также провёл некоторое время в Копенгагене у Нильса Бора. После получения степени доктора Казимир работал ассистентом у Вольфганга Паули в Цюрихе. В 1938 году Казимир стал профессором физики в Лейденском университете. В это время он активно изучал теплопроводность и электропроводность и внёс вклад в получение низких температур порядка милликельвин.
В 1942 году, во время Второй мировой войны, Казимир перешёл в Philips Research Laboratories в Эйндховене. Он продолжил активно заниматься наукой и в 1945 году написал знаменитую статью о принципе микроскопической обратимости Онсагера. В 1946 году он стал содиректором Philips Research Laboratories, а в 1956 году членом правления компании. В 1972 году он вышел в отставку.
Хотя Казимир провёл значительную часть своей профессиональной жизни в промышленности, он был одним из великих голландских физиков-теоретиков. Он внёс большой вклад в науку за годы своих исследований с 1931 по 1950 год. Области его интересов: чистая математика, теория групп Ли (1931); сверхтонкая структура, вычисление ядерных квадрупольных моментов (1935); физика низких температур, магнетизм, термодинамика сверхпроводников, парамагнитная релаксация (1935—1942); приложения теории необратимых процессов Онсагера (1942—1950). В 1934 году совместно с К. Я. Гортером он предложил феноменологическую теорию сверхпроводимости (модель Казимира — Гортера). Ему принадлежит авторство квантовой теории взаимодействий ядер с внутриатомными и внутримолекулярными полями (1936), теории магнитных октупольных взаимодействий (1942). В 1938 году Казимир и Дю Пре ввели в физику представление о спиновой температуре, таким образов выделив спиновые степени свободы в отдельную термодинамическую подсистему. В 1948 году Казимир совместно с Д. Полдером предсказал квантовомеханическое притяжение между двумя проводящими пластинами, известное сейчас как эффект Казимира.
Казимир помогал в основании Европейского физического общества и был его президентом с 1972 по 1975 год. В 1979 году он был одним из основных докладчиков на торжествах, посвящённых 25-летию ЦЕРНа.
Казимир шесть раз получал степень почётного доктора от университетов за пределами Нидерландов и удостоился множества наград и премий. В 1946 году он был избран членом Нидерландской АН, а в 1973 — её президентом.

## Публикации
- H. B. G. Casimir, Haphazard Reality: half a century of science (Harper & Row, New York, 1983); Casimir’s autobiography in English. ISBN 0-06-015028-9
- H. B. G. Casimir, Het toeval van de werkelijkheid: Een halve eeuw natuurkunde (Meulenhof, Amsterdam, 1992); Casimir’s autobiography in Dutch. ISBN 9-029-09709-4
- H. B. G. Casimir, and D. Polder, The Influence of Retardation on the London-van der Waals Forces, Physical Review, Vol. 73, Issue 4, pp. 360—372 (1948).
- H. B. G. Casimir, On the attraction between two perfectly conducting plates, Proceedings of the Royal Netherlands Academy of Arts and Sciences, Vol. 51, pp. 793—795 (1948).

### Некрологи
- D. Polder, Hendrik Burgt Gerhard Casimir, 15 juli 1909 — 4 mei 2000, Levensberichten en herdenkingen 2001, Koninklijke Nederlandse Akademie van Wetenschappen, pp. 13—21 (in Dutch). ISBN 90-6984-314-5
- Steve K. Lamoreaux, Hendrik Burgt Gerhard Casimir, Biographical Memoirs, Proceedings of the American Philosophical Society, Vol. 146, No. 3, September 2002, pp. 285—290. (PDF)